# Henryk Arctowski
Henryk Arctowski (Varsavia, 15 luglio 1871 – Washington, 21 febbraio 1958) è stato un geologo, meteorologo ed esploratore polacco.
Studiò geologia e chimica all'università di Liegi per poi completare gli studi alla Sorbona di Parigi.
Nel 1895 venne in contatto con Adrien de Gerlache che stava raccogliendo fondi per organizzare una spedizione in Antartide, la prima spedizione invernale nell'Antartide. La spedizione, durata due anni, partì nel 1897 da Anversa a bordo della nave Belgica e comprendeva, tra gli altri, il medico ed esploratore statunitense Frederick Cook, l'esploratore e in quella spedizione primo ufficiale Roald Amundsen e l'esploratore Antoni Bolesław Dobrowolski. Fu la prima spedizione a trascorrere un intero inverno in Antartide. Arctowski, che ricopriva il ruolo di vice direttore scientifico, condusse diverse ricerche nel campo della glaciologia, oceanografia e meteorologia.
Una volta ritornato in Belgio, tra il 1903 ed il 1909 lavorò come responsabile alla stazione meteorologica di Uccle.
Nel 1909 si trasferì con la famiglia a New York dove ottenne l'incarico di direttore della sezione di scienze naturali alla Biblioteca pubblica.
Nel 1920 ricoprì la cattedra di geofisica e meteorologia all'Università nazionale Ivan Franko.
Nel 1940 ottenne cittadinanza statunitense ed iniziò a lavorare allo Smithsonian Institute.
In suo onore, nel 1977 è stata inaugurata la Stazione antartica polacca Henryk Arctowski.